# Districte de Bannu
El districte de Bannu és un dels 24 districte de la província de la Frontera del Nord-oest. La capital és Bannu antiga Edwardesabad i Dhulipnagar. La vall mesura un 100 x 60 km (nord-sud x est-oest). La població és de 677.346 habitants i la superfície de 1.227 km². Les tribus principals són els banizee, els niazis, waziris, marwats, abbasis, bhittaans, awans i syeds. 99,5% de la població és musulmana i la llengua general és el paixtu.

## Geografia

### Rius
- Khurram
- Gambila
- Tochi

### Muntanyes
- Maidani Pahar o Khattak Niazi
- Marwat
- Bhittanni

Els Maidani és el grup més alt amb més de 1300 metres amb com al Sheikh Budin, de 1399 metres.

## Història
El segle iv aC apareix esmentat per Pànini com país de Varnu. El territori va formar part del regne Grec de Bactriana. Hi ha restes de la civilització de l'Indus del segle ii aC i de diversos pobles invasors. Al segle VII el peregrí xinès Hsüan-tsang va visitar Bannu i Jaguda, quan creuava les terres de O-po-kien (Paixtunistan).
Fou conquerit per Mahmud de Gazni al començament del segle xi, i llavors les fortaleses hindús foren demolides. Per un segle el territori sembla que va quedar buit i fou colonitzat per emigrants de les muntanyes de l'oest, els bannuwals o bannouchi i els niazai (i més tard els marwats). El nom de Bannu derivaria del nom Bano que portava la dona del fundador Shah Farid àlies “Shitak" origen de les tribus Banouchi.
Va passar probablement als gúrides i després fou tributària dels sultans de Delhi. El domini de Delhi, va durar amb algunes interrupcions fins al 1738 quan fou conquerit per Nadir Shah de Pèrsia. A la mort d'aquest el 1747 va passar als Durrani i Ahmad Shah Durrani hi va estar amb el seu exèrcit tres o quatre vegades, recaptant tribut.
El 1818 el nawab de Mankera va annexionar el país Marwat (el sud del districte); però molt poc després el poder del nawab fou eliminat per Ranjit Singh, el sobirà dels sikhs que va creuar l'Indus per primer cop el 1823. Entre aquest any i el 1838 els sikhs i el nawab es van disputar el país fins que finalment la vall fou reconeguda als sikhs; Ranjit Singh no va poder establir un govern i es va haver de limitar a cobrar tribut i enviar algunes expedicions per la recaptació, en què el país era devastat i es feia tot el botí possible. L'hivern del 1847 al 1848 el tinent Herbert Edwars (després Sir Herbert Edwards) fou enviat a la zona com a representant del govern de Lahore, acompanyat d'un exèrcit sikh dirigit pel general Van Cortlandt; va arribar a Bannu i va trobar que la major part del territori era de facto independent; cada poble era una fortalesa, a vegades en lluita contra els veïns, i les tribus wazirs de la frontera hi feien alguns atacs; en pocs mesos Edwards va sotmetre el territori per la persuasió i sense disparar un tret; es van fer tractats, els forts foren desmantellats i es va començar a pagar el tribut regularment; va fundar Edwardesabad (moderna Bannu); quan va esclatar un motí a Multan va poder ajudar a sufocar-lo amb reclutes locals que van servir lleialment en tota la campanya; en canvi els sikhs de guarnició a Edwardesabad es va revoltar i van matar als seus oficials anglesos; els muntanyesos van atacar llavors el districte però Reynell Taylor, el successor de Edwards, els va fer front amb èxit.
El 1849 el Panjab fou annexionat i el districte va passar a domini britànic sense necessitat de lluita i fou incorporat a Dera Ismail Khan fins que es va formar el districte separat el 1861 (format llavors pel modern districte i els tahsils Isa Kliel i Mianwali que després van formar el districte de Mianwali). El 1857 va romandre tranquil però durant alguns anys després de 1850 i fins al final del segle xix, hi va haver atacs dels waziris. Del districte de Bannu es va separar el nou districte de Mianwali, i els dos van quedar dins de la divisió de Derajat a la província de la Frontera del Nord-oest quan es va crear aquesta darrera el 1901 separada de Panjab; el districte tenia el 1901 4,350 km² i una població de 231.485 habitants el 1901 (182.740 el 1881, i 204.469 el 1891) i estava poblat per les tribus paixtus dels waziris, banizee, battani i dawari. El districte tenia dos viles i 362 pobles i estava dividit en dos tahsils: Bannu i Marwat. Bannu i Lakki eren municipalitats. El tahsil de Bannu tenia 1147 km² i 130.444 habitants el 1901 (120.324 el 1891) i tenia capital a Bannu (abans Edwardesabad).
Sota el governant de Pakistan va ser part de la divisió de Dera Ismail Khan i el 1990 es va crear el districte separat modern. Un temps després es va crear una universitat.